# Matilda (pel·lícula de 1996)
Matilda (títol original en anglès: Matilda) és una pel·lícula estatunidenca de i amb Danny DeVito, estrenada l'any 1996, a partir de la novel·la del mateix nom de Roald Dahl. Ha estat doblada i subtitulada al català.

## Argument
Matilda és una noia molt desperta, cosa que deixa tanmateix els seus pares totalment indiferents, sobretot el seu pare qui s'enriqueix revenent carcasses de cotxes trucats. Amb 6 anys i mig, Matilda és finalment enviada a l'escola. Però la directora, una antiga campiona olímpica, no aprecia gaire la canalla. Ràpidament, la gran intel·ligència de Matilda es desenvolupa de manera constant: un misteriós poder li apareix. Aquest poder, la telecinesi (pot desplaçar coses amb el pensament), li permet llavors elaborar un pla per treure's de sobre la directora amb la finalitat que l'escola sigui més tranquil·la.

## Repartiment
- Mara Wilson: Matilda Verdebois
- Sara Magdalin: Matilda amb 4 anys
- Danny DeVito: Harry Verdebois / El narrador
- Rhea Perlman: Zinnia Verdebois
- Embeth Davidtz: Jennifer « Jenny » Candy
- Pam Ferris: Agatha Legourdin
- Brian Levinson: Michael Verdebois
- Paul Reubens: Bob (Agent de l' FBI)
- Tracey Walter: Bill (Agent de l'FBI)
- Kiami Davael: Lavende
- Jacqueline Steiger: Amanda Tripp
- Kira Spencer Hesser Sarah Marot): Hortensia
- Jimmy Karz: Bruce Boufetout
- Jean Speegle Howard: Mme Folyot
- Marion Dugan Maïté Munt): La cuinera
- R.D. Robb: Roy
- Gregory R. Goliath: Luther
- Fred Parnes: Servidor
- Leor Livneh Hackel: Julius
- Jon Lovitz: Milió $ Sticky Host

## Rebuda
El film va ser un fracàs comercial al box-office amb 36 milions de dòlars i només en va informar 33. Per altra part, la banda original del film no va ser mai editada.
Ha rebut una acollida de la critica molt favorable, amb 90 % de critiques positives a Rotten Tomatoes.
Però és cap als anys 2000 que el film ha tingut un cert èxit (per les difusions a la televisió).
- Premis 1996: Festival de Sitges: Secció oficial llargmetratges a concurs 
  - 1996: Premis Satellite: Nominada a Millor actor de repartiment comèdia (Danny DeVito)
  - 1996: Premis Awards: 3 nominacions, incloent Millor Pel·lícula de Fantasia
- Crítica 
  - "Les riallades dels grans ressonaran més que la dels nens"[3]
  - "Modern conte de fades adaptat del clàssic de Roald Dahl. Comercial i molt divertida"[4]

## Diferències amb la novel·la
- A la novel·la, la relació entra Michael i Matilda sembla neutra. Al film, a Michael li agrada emprenyar Matilda.
- Matilda guarda els seus poders telecinètics després d'haver llançat el seu cop de teatre contra Legourdin.
- La mare de Matilda és prima en lloc de ser grassa i el pare de Matilda, prim al principi, aquí és gras.
- Entre les petites jugades que Matilda li fa al seu pare, no hi ha la que amaga un lloro a la xemeneia.
- Tota l'escena a la casa de la srta. Legourdin, així com l'escena sobre la teulada de la casa no són presents al romanç.
- Quan la família de Matilda se'n va, la seva mare és qui li diu adéu en lloc de Michael.
- Alguns noms de personatge han estat totalment / lleugerament modificats al film (ex: Julien Apolon/Bruce Boufetout, Anemone/Lavande, Hortense/Hortensia…)
- Al romanç, els pares de Matilda marxen a Espanya. Al film, van a Guam.
- Al romanç, els pares de Matilda accepten immediatament que la srta. Candy adopti Matilda, al film, ho fan a contracor, la mare dient que Matilda "era l'única filla que havien tingut i que ells no l'havien mai entès"
- Al romanç, Anémone és blanca de pell mentre que Lavande és negra de pell.

## Al voltant de la pel·lícula
- El retrat de Magnus, el pare de Jenny, és en realitat un retrat de Roald Dahl, l'autor de la novel·la que ha inspirat el film.
- La nina de Jenny es diu (a la versió original) « Liccy Doll », una referència a Liccy Dahl, la vídua de Roald Dahl.
- La Banda Original (Send me on my way de Rusted Root) ha estat utilitzada mantes vegades als films Ice Age: L'edat de gel.
- Des de l'estiu 2008, la banda original del film ha estat editada en versió limitada.